# Марк Еммерс
Марк Еммерс (нід. Marc Emmers; нар. 25 лютого 1966, Гамонт-Ахель, Бельгія) — бельгійський футболіст, що грав на позиції півзахисника. Виступав за національну збірну Бельгії.
Чотириразовий чемпіон Бельгії. Володар Кубка Бельгії. Дворазовий володар Суперкубка Бельгії. Володар Кубка Кубків УЄФА. Володар Суперкубка УЄФА.

## Клубна кар'єра
У дорослому футболі дебютував 1983 року виступами за команду клубу «Ватерсхей Тор», в якій провів чотири сезони, взявши участь у 98 матчах чемпіонату. Більшість часу, проведеного у складі «Ватерсхей Тор», був основним гравцем команди.
Своєю грою за цю команду привернув увагу представників тренерського штабу клубу «Мехелен», до складу якого приєднався 1987 року. Відіграв за команду з Мехелена наступні п'ять сезонів своєї ігрової кар'єри. Граючи у складі «Мехелена» також здебільшого виходив на поле в основному складі команди. За цей час виборов титул чемпіона Бельгії, ставав володарем Кубка Кубків УЄФА, володарем Суперкубка УЄФА.
1992 року уклав контракт з клубом «Андерлехт», у складі якого провів наступні п'ять років своєї кар'єри гравця. За цей час додав до переліку своїх трофеїв ще три титули чемпіона Бельгії.
Згодом з 1997 по 1999 рік грав у складі команд клубів «Перуджа» та «Лугано».
Завершив професійну ігрову кар'єру у клубі «Дієст», за команду якого виступав протягом 1999—2000 років.

## Виступи за збірну
1988 року дебютував в офіційних матчах у складі національної збірної Бельгії. Протягом кар'єри у національній команді, яка тривала 7 років, провів у формі головної команди країни 37 матчів, забивши 2 голи.
У складі збірної був учасником чемпіонату світу 1990 року в Італії, чемпіонату світу 1994 року у США.

## Досягнення
- Чемпіон Бельгії:

«Мехелен»: 1988–89
«Андерлехт»: 1992–93, 1993–94, 1994–95
- Володар Кубка Бельгії:

«Андерлехт»: 1993–94
- Володар Суперкубка Бельгії:

«Андерлехт»: 1993, 1995
- Володар Кубка Кубків УЄФА:

«Мехелен»:  1987–88
- Володар Суперкубка Європи:

«Мехелен»: 1988